# الواطية (ضنية)
الواطية أو المطل هي قرية لبنانية من قرى قضاء الضنية في محافظة الشمال.

## أصل التسمية
في الماضي كانت الواطية أو المطل حياً من أحياء بلدة بخعون يقع في أسفلها، وعلى مر السنوات اتسع الحي وتمدد ليتداخل مع بلدة بخعون ويصبح لاحقًا بلدة حملت اسم الحي.

## الموقع
تقع البلدة في قضاء الضنية، على ارتفاع 450م عن سطح البحر، وتبعد عن العاصمة بيروت 100 كلم، وتمتد على مساحة 125 هكتاراً. 

## السكان
يقدر عدد السكان المسجلين بنحو 700 نسمة. وينتمي السكان إلى الطائفة السنية.

## المؤسسات التربوية
في البلدة مدرسة ابتدائية رسمية مختلطة يدرس فيها نحو 150  طالباً

## تغيير الاسم
لأن اسم البلدة لا يعجب الكثير من أبنائها، لذلك سعوا لدى الحكومة لإحالة مرسوم إلى مجلس النواب بتعديل الاسم. وأقر المجلس في تموز من العام 2012 القانون الذي حمل الرقم 232 تاريخ 22 تشرين الأول 2012 وأبدل الاسم “بالمطل”.